# Persian Gulf Pro League
The Iran Pro League (IPL) (Persană: لیگ برتر فوتبال ایران, competiție cunoscuă în prezent ca Cupa Golfului Persic (جام خلیج فارس) reprezintă primul eșalon din sistemul competițional fotbalistic din Iran.

## Clasamentul All-time
Din sezonul 2001-2002, s-au desfășurat 12 sezoane de "IPL/Persian Gulf League". Tabelul de mai jos prezintă clasamentul All-time al campionatului Iranului, cu toate echipele ce au evoluat în el..
| Poz. | Club                | Nr. de sezoane | M   | V   | R   | Î   | GM  | GP  | GD   | Pt   | Cea mai bună clasare |
| ---- | ------------------- | -------------- | --- | --- | --- | --- | --- | --- | ---- | ---- | -------------------- |
| 1    | Esteghlal           | 12             | 372 | 183 | 117 | 72  | 568 | 360 | +208 | 666  | Champions            |
| 2    | Sepahan             | 12             | 372 | 173 | 112 | 87  | 561 | 369 | +192 | 6281 | Champions            |
| 3    | Persepolis          | 12             | 372 | 158 | 127 | 87  | 531 | 408 | +123 | 5952 | Champions            |
| 4    | Zob Ahan            | 12             | 372 | 152 | 121 | 99  | 461 | 376 | +85  | 577  | 2nd                  |
| 5    | Foolad              | 11             | 338 | 129 | 114 | 95  | 424 | 358 | +66  | 501  | Champions            |
| 6    | Saipa               | 12             | 372 | 116 | 133 | 123 | 436 | 434 | +2   | 481  | Champions            |
| 7    | Fajr Sepasi         | 11             | 338 | 100 | 109 | 129 | 327 | 372 | -45  | 409  | 4th                  |
| 8    | Malavan             | 11             | 338 | 97  | 113 | 128 | 314 | 400 | -86  | 404  | 7th                  |
| 9    | Saba Qom            | 9              | 294 | 96  | 116 | 82  | 355 | 329 | +26  | 404  | 3rd                  |
| 10   | Paykan              | 10             | 308 | 94  | 82  | 132 | 326 | 402 | -76  | 364  | 5th                  |
| 11   | Aboomoslem          | 9              | 270 | 83  | 90  | 97  | 299 | 305 | -6   | 339  | 4th                  |
| 12   | Mes Kerman          | 7              | 234 | 84  | 80  | 70  | 289 | 256 | +33  | 332  | 3rd                  |
| 13   | Esteghlal Ahvaz     | 8              | 244 | 78  | 71  | 95  | 310 | 344 | -34  | 305  | 2nd                  |
| 14   | Rah Ahan            | 8              | 268 | 71  | 87  | 106 | 278 | 330 | -52  | 300  | 8th                  |
| 15   | Pas Tehran          | 6              | 168 | 72  | 59  | 37  | 263 | 181 | +82  | 275  | Champions            |
| 16   | Bargh Shiraz        | 8              | 236 | 60  | 78  | 98  | 250 | 334 | -84  | 258  | 7th                  |
| 17   | Tractor Sazi        | 5              | 162 | 65  | 55  | 47  | 209 | 171 | +38  | 250  | 2nd                  |
| 19   | Sanat Naft Abadan   | 5              | 162 | 43  | 42  | 77  | 178 | 251 | -73  | 171  | 9th                  |
| 18   | Pas Hamedan         | 4              | 136 | 38  | 47  | 51  | 140 | 166 | -26  | 161  | 5th                  |
| 22   | Naft Tehran         | 3              | 102 | 34  | 38  | 30  | 115 | 111 | +4   | 140  | 5th                  |
| 24   | Damash Gilan        | 3              | 102 | 29  | 33  | 40  | 110 | 136 | -26  | 120  | 7th                  |
| 20   | Shahin Bushehr      | 3              | 102 | 23  | 38  | 41  | 98  | 117 | -19  | 107  | 13th                 |
| 21   | Pegah Gilan         | 3              | 90  | 20  | 28  | 42  | 70  | 122 | -52  | 88   | 9th                  |
| 23   | Steel Azin          | 2              | 68  | 19  | 23  | 26  | 85  | 112 | -27  | 80   | 5th                  |
| 25   | Shamoushak          | 3              | 86  | 16  | 26  | 44  | 64  | 118 | -54  | 74   | 14th                 |
| 26   | Shahrdari Tabriz    | 2              | 68  | 14  | 29  | 25  | 79  | 97  | -18  | 71   | 12th                 |
| 31   | Aluminium Hormozgan | 1              | 34  | 7   | 14  | 13  | 26  | 40  | -14  | 35   | 15th                 |
| 27   | Payam Mashhad       | 1              | 34  | 9   | 8   | 17  | 33  | 52  | -19  | 35   | 16th                 |
| 28   | Mes Sarcheshmeh     | 1              | 34  | 5   | 9   | 20  | 23  | 54  | -31  | 24   | 18th                 |
| 29   | Shirin Faraz        | 1              | 34  | 3   | 12  | 19  | 25  | 59  | -34  | 21   | 18th                 |
| 30   | Shahid Ghandi Yazd  | 1              | 30  | 4   | 7   | 19  | 21  | 43  | -22  | 19   | 16th                 |
| 32   | Gahar Doroud        | 1              | 34  | 3   | 10  | 21  | 24  | 59  | -35  | 19   | 18th                 |
| 33   | Esteghlal Rasht     | 1              | 26  | 3   | 7   | 16  | 18  | 44  | -26  | 16   | 13th                 |

1 Sepahan was deducted 3 points in 2007–08 season issued by Iranian Football Federation. 

2 Persepolis was deducted 6 points in 2007–08 season issued by Fifa.

## Echipele sezonului 2010-2011
| Echipă           | Oraș    | Stadion             | Capacitate |
| ---------------- | ------- | ------------------- | ---------- |
| Esteghlal        | Tehran  | Azadi               | 90.000     |
| Foolad           | Ahvaz   | Takhti Ahvaz        | 30.000     |
| Malavan          | Anzali  | Takhti Anzali       | 20.000     |
| Mes Kerman       | Kerman  | Shahid Bahonar      | 15.000     |
| Naft Tehran      | Tehran  | Amir Abad Stadium   | 5.000      |
| PAS Hamedan      | Hamedan | Shahid Mofatteh     | 15.000     |
| Paykan           | Qazvin  | Shahid Rajaei       | 5.000      |
| Persepolis       | Tehran  | Azadi               | 90.000     |
| Rah Ahan         | Ray     | Rah Ahan            | 15.000     |
| Saba Qom         | Qom     | Yadegar Emam Qom    | 15.000     |
| Saipa            | Karaj   | Enghelab Karaj      | 15.000     |
| Sanat Naft       | Abadan  | Takhti Abadan       | 22.000     |
| Sepahan          | Esfahan | Foolad Shahr        | 20.000     |
| Shahin           | Bushehr | Shahid Beheshti     | 15,000     |
| Shahrdari Tabriz | Tabriz  | Yadegar Emam Tabriz | 8 80.000   |
| Steel Azin       | Tehran  | Shahid Dastgerdi    | 5.000      |
| Tractor Sazi     | Tabriz  | Yadegar Emam Tabriz | 80.000     |
| Zob Ahan         | Esfahan | Foolad Shahr        | 20.000     |

## Performanțe după club
- Din 1973:

| Club            | Winner | Runner Up |
| --------------- | ------ | --------- |
| Persepolis      | 10     | 9         |
| Esteghlal       | 8      | 8         |
| Pas Tehran      | 5      | 3         |
| Saipa           | 3      | 0         |
| Sepahan         | 2      | 1         |
| Foolad          | 1      | 0         |
| Zob Ahan        | 0      | 3         |
| Bahman          | 0      | 2         |
| Esteghlal Ahvaz | 0      | 1         |

### Golgeterii primului eșalon
Actualizat la: 22 iulie 2010
| Loc                                                                             | Jucător                 | Ani                    | Goluri |
| ------------------------------------------------------------------------------- | ----------------------- | ---------------------- | ------ |
| 1                                                                               | Farshad Pious           | 1985-88, 1989-98       | 96     |
| 2                                                                               | Fereydoon Fazli         | 2001-02, 2003-Prezent  | 85     |
| 3                                                                               | Edmond Bezik            | 1994-06                | 84     |
| 4                                                                               | Reza Enayati            | 2001-06, 2009-10       | 83     |
| 5                                                                               | Ali Asghar Modirroosta  | 1991-03                | 82     |
| 6                                                                               | Arash Borhani           | 2002-06, 2006-Prezent  | 70     |
| 7                                                                               | Reza Sahebi             | 1989-03                | 67     |
| 8                                                                               | Rasoul Khatibi          | 1997-99, 2000-06, 2009 | 66     |
| 9                                                                               | Gholam Hossein Mazloumi | 1971-79                | 63     |
| 10                                                                              | Mohsen Garousi          | 1989-02                | 61     |
| Include perioadele când Liga Azadegan și Cupa Takht Jamshid erau primul eșalon. |                         |                        |        |

### Golgeterii Iran Pro League
Actualizat la: 22 iulie 2010
| Loc                                       | Jucători          | Goluri |
| ----------------------------------------- | ----------------- | ------ |
| 1                                         | Fereydoon Fazli   | 85     |
| 2                                         | Reza Enayati      | 83     |
| 3                                         | Arash Borhani     | 70     |
| 4                                         | Mehdi Rajabzadeh  | 60     |
| 5                                         | Emad Mohammed     | 58     |
| 6                                         | Siavash Akbarpour | 50     |
| 7                                         | Ali Daei          | 48     |
| 8                                         | Abbas Aghaei      | 47     |
| 8                                         | Mohsen Bayatinia  | 47     |
| 8                                         | Davoud Haghi      | 47     |
| 11                                        | Adriano Alvez     | 46     |
| De la îndințarea competiției în anul 2001 |                   |        |